# UCI Asia Tour 2010-2011
El UCI Asia Tour 2010-2011 fue la séptima edición del calendario ciclístico internacional asiático. Contó con 34 carreras y se inició el 10 de octubre de 2010 en Japón, con el Kumamoto International Road Race y finalizó el 30 de septiembre de 2011 en Siria con la Golan I.
El ganador a nivel individual fue por segundo año consecutivo el iraní Mehdi Sohrabi, seguido por el uzbeko Muradjan Halmuratov y el iraní Amir Zargari. Tabriz Petrochemical, fue la escuadra ganadora por equipos, mientras que por países fue Irán el vencedor. En la clasificación sub-23 el ganador fue Malasia

## Calendario
Contó con las siguientes carreras, tanto por etapas como de un día.

### Octubre 2010
| Fecha    | Carrera                          | Cat. | Ganador            | Equipo del ganador   |
| -------- | -------------------------------- | ---- | ------------------ | -------------------- |
| 10       | Kumamoto International Road Race | 1.2  | Takashi Miyazawa   | Nippo                |
| 11 al 19 | Tour de Hainan                   | 2.HC | Valentín Iglinskiy | Astana               |
| 22 al 24 | Tour de Seúl                     | 2.2  | Tomasz Marczynski  | CCC Polsat Polkowice |
| 23       | Tour del Lago Taihu              | 1.2  | David Kemp         | Fly V Australia      |
| 24       | Japan Cup                        | 1.HC | Daniel Martin      | Garmin-Transitions   |
| 24 al 3  | Tour de Indonesia                | 2.2  | Herwin Jaya        | Polygon Sweet Nice   |

### Noviembre 2010
| Fecha   | Carrera         | Cat. | Ganador            | Equipo del ganador   |
| ------- | --------------- | ---- | ------------------ | -------------------- |
| 13 y 14 | Tour de Okinawa | 2.2  | Shinichi Fukushima | Geumsan Ginseng-Asia |

### Diciembre 2010
| Fecha | Carrera                             | Cat. | Ganador       | Equipo del ganador |
| ----- | ----------------------------------- | ---- | ------------- | ------------------ |
| 12    | Tour del Mar de la China Meridional | 1.2  | Kazuhiro Mori | Aisan Racing       |

### Enero 2011
| Fecha   | Carrera          | Cat. | Ganador           | Equipo del ganador          |
| ------- | ---------------- | ---- | ----------------- | --------------------------- |
| 23 al 1 | Tour de Langkawi | 2.HC | Jonathan Monsalve | Androni Giocattoli-C.I.P.I. |

### Febrero 2011
| Fecha    | Carrera                          | Cat. | Ganador         | Equipo del ganador   |
| -------- | -------------------------------- | ---- | --------------- | -------------------- |
| 6 al 11  | Tour de Catar                    | 2.1  | Mark Renshaw    | HTC-Highroad         |
| 11       | Tour de Mumbai I                 | 1.1  | Elia Viviani    | Liquigas-Cannondale  |
| 13       | Tour de Mumbai II                | 1.1  | Robert Hunter   | Team RadioShack      |
| 15 al 20 | Tour de Omán                     | 2.1  | Robert Gesink   | Rabobank             |
| 17       | Campeonato Asiático Contrarreloj | CC   | Eugen Wacker    | Kirguistán           |
| 19       | Campeonato Asiático en Ruta      | CC   | Yukiya Arashiro | Japón                |
| 24 al 28 | Kerman Tour                      | 2.2  | Mehdi Sohrabi   | Tabriz Petrochemical |

### Marzo 2011
| Fecha    | Carrera          | Cat. | Ganador         | Equipo del ganador   |
| -------- | ---------------- | ---- | --------------- | -------------------- |
| 8 al 13  | Jelajah Malaysia | 2.2  | Mehdi Sohrabi   | Tabriz Petrochemical |
| 19 al 28 | Tour de Taiwán   | 2.2  | Markus Eibegger | Tabriz Petrochemical |

### Abril 2011
| Fecha    | Carrera                   | Cat. | Ganador       | Equipo del ganador   |
| -------- | ------------------------- | ---- | ------------- | -------------------- |
| 1 al 6   | Tour de Tailandia         | 2.2  | Tobias Erler  | Tabriz Petrochemical |
| 15 al 24 | Tour de Corea             | 2.2  | Ki Ho Choi    | Hong Kong China      |
| 16 al 19 | Tour de Filipinas         | 2.2  | Rahim Ememi   | Azad University      |
| 24       | Melaka Chief Minister Cup | 1.2  | Hassan Maleki | Suren                |

### Mayo 2011
| Fecha    | Carrera                       | Cat. | Ganador           | Equipo del ganador         |
| -------- | ----------------------------- | ---- | ----------------- | -------------------------- |
| 13 al 18 | Tour de Azerbaiyán            | 2.2  | Mehdi Sohrabi     | Tabriz Petrochemical       |
| 25 al 29 | International Presidency Tour | 2.2  | Amir Zargari      | Azad University            |
| 26 al 29 | Tour de Kumano                | 2.2  | Fortunato Baliani | D'Angelo & Antenucci-Nippo |

### Junio 2011
| Fecha   | Carrera           | Cat. | Ganador      | Equipo del ganador |
| ------- | ----------------- | ---- | ------------ | ------------------ |
| 6 al 12 | Tour de Singkarak | 2.2  | Amir Zargari | Azad University    |

### Julio 2011
| Fecha   | Carrera                | Cat. | Ganador        | Equipo del ganador |
| ------- | ---------------------- | ---- | -------------- | ------------------ |
| 2 al 10 | Vuelta al Lago Qinghai | 2.HC | Gregor Gazvoda | Perutnina Ptuj     |

### Septiembre 2011
| Fecha    | Carrera               | Cat. | Ganador              | Equipo del ganador         |
| -------- | --------------------- | ---- | -------------------- | -------------------------- |
| 1 al 5   | Tour de Milad du Nour | 2.2  | Ghader Mizbani       | Tabriz Petrochemical       |
| 7 al 11  | Tour de Brunéi        | 2.2  | Shinichi Fukushima   | Terengganu                 |
| 10 al 20 | Tour de China         | 2.1  | Muradjan Halmuratov  | Giant Kenda                |
| 16 al 19 | Tour de Hokkaido      | 2.2  | Miguel Ángel Rubiano | D'Angelo & Antenucci-Nippo |
| 24 al 25 | Tour del Este de Java | 2.2  | Hossein Jahanbanian  | Tabriz Petrochemical       |
| 28       | Golan I               | 1.2  | Vladimir Tuychiev    | Uzbekistán                 |
| 30       | Golan II              | 1.2  | Fadi Shekhoni        | Siria                      |

## Clasificaciones

### Individual
| Posición | Ciclista            | Puntos |
| -------- | ------------------- | ------ |
| 1        | Mehdi Sohrabi       | 327    |
| 2        | Muradjan Halmuratov | 239    |
| 3        | Amir Zargari        | 218    |
| 4        | Libardo Niño        | 208    |
| 5        | Boris Shpilevsky    | 203    |
| 6        | Gregor Gazvoda      | 183    |
| 7        | Yukiya Arashiro     | 172    |
| 8        | Andrea Guardini     | 167    |
| 9        | Hossein Askari      | 153    |
| 10       | Rahim Ememi         | 149    |

### Equipos
| Posición | Equipo                    | Puntos |
| -------- | ------------------------- | ------ |
| 1        | Tabriz Petrochemical      | 1.183  |
| 2        | Azad University           | 663    |
| 3        | Giant Kenda               | 596,67 |
| 4        | Terengganu                | 371    |
| 5        | Farnese Vini-Neri Sottoli | 340    |

### Países
| Posición | País       | Puntos |
| -------- | ---------- | ------ |
| 1        | Irán       | 1.436  |
| 2        | Japón      | 1.012  |
| 3        | Uzbekistán | 449    |
| 4        | Malasia    | 374    |
| 5        | Kazajistán | 348    |

### Países sub-23
| Posición | País          | Puntos |
| -------- | ------------- | ------ |
| 1        | Malasia       | 169    |
| 2        | Corea del Sur | 152    |
| 3        | Kazajistán    | 123    |
| 4        | Hong Kong     | 100    |
| 5        | Mongolia      | 81     |